# 联合国安全理事会第1928号决议
联合国安全理事会第1928号决议是联合国安理会在2010年6月7日一致通过的一项决议。在回顾此前的825 (1993)、1540 (2004)、1695 (2006)、1718 (2006)、1874 (2009)以及1887 (2009)号决议中关于朝鲜核问题的内容后，安理会决定将监督对朝鲜制裁的专家小组的任务期限延长至2011年6月12日。
在该决议中，联合国安理会认定核生化武器的扩散和运载对世界的和平与安全造成威胁。根据联合国宪章第七章，安理会决定延长2009年第1874号决议第26段所设的对朝鲜制裁专家小组的任务期限，以监督自从2009年朝鲜地下核试验以来对朝鲜新增制裁的力度。决议请求专家小组最晚于2010年11月12日向安理会提交一份报告，并在新规定的任务期限结束前30天提交另一份报告，阐述专家小组的结论与建议。
最后，该决议敦促所有国家、联合国有关机构以及其他各方与2006年1718号决议中所设的对朝鲜制裁委员会和专家小组充分合作，并提供各自对1718号决议和1874号决议中制裁等措施的执行情况。